# Mus sorella
Mus sorella is een knaagdier uit het geslacht Mus dat voorkomt van Oost-Kameroen en Oost-Angola tot Kenia en Noord-Tanzania. Deze soort behoort samen met Mus baoulei, Mus goundae, Mus neavei en Mus oubanguii tot de M. sorella-groep; de status van sommige van deze soorten is nog niet duidelijk. M. sorella is groter dan M. baoulei, M. neavei en M. oubanguii.